# Get Ready (album de Gilbert Montagné)
Pour les articles homonymes, voir Get Ready.
 (novembre 2012).
Si vous disposez d'ouvrages ou d'articles de référence ou si vous connaissez des sites web de qualité traitant du thème abordé ici, merci de compléter l'article en donnant les références utiles à sa vérifiabilité et en les liant à la section « Notes et références ».
Get ready est un album musical de Gilbert Montagné sorti en 2006.

## Album

### Liste des titres
| No  | Titre                            | Auteur                                                          | Durée |
| --- | -------------------------------- | --------------------------------------------------------------- | ----- |
| 1.  | Get Ready                        | Smokey Robinson                                                 | 3:33  |
| 2.  | It's the Same Old Song           | Holland-Dozier-Holland                                          | 3:05  |
| 3.  | I Want You Back                  | Berry Gordy Jr., Freddie Perren, Deke Richards, Alphonzo Mizell | 3:31  |
| 4.  | My Cherie Amour                  | Henry Cosby, Stevie Wonder, Sylvia Moy                          | 3:05  |
| 5.  | For Once in My Life              | Ronald Miller, Orlando Murden                                   | 3:14  |
| 6.  | I'll Be There                    | Berry Gordon Jr., Bob West, Hal Davis, Willie Hutch             | 3:35  |
| 7.  | I Heard It Through the Grapevine | Barrett Strong, Norman Whitfield                                | 3:25  |
| 8.  | Stop! In the Name of Love        | Holland-Dozier-Holland                                          | 3:26  |
| 9.  | Reach Out I'll Be There          | Holland-Dozier-Holland                                          | 3:26  |
| 10. | My Girl                          | Ronald White, Smokey Robinson                                   | 3:06  |
| 11. | War                              | Barrett Strong, Norman Whitfield                                | 3:40  |
| 12. | You Keep Me Hangin' On           | Holland-Dozier-Holland                                          | 3:10  |
| 13. | Papa Was a Rollin' Stone         | Barrett Strong, Norman Whitfield                                | 4:54  |
| 14. | Cette musique là                 | Thierry Sforza / Gilbert Montagné Éditions Toucher Musique      | 4:03  |

### Musiciens
- Basse : René Grignon
- Guitares : Jean-Pierre Isaac, René Grignon
- Batterie : Sylvain Clavette
- Flûtes : Patrick Vetter
- Piano : René Grignon, Gilbert Montagné
- Harmonica: Jim Zeller
- Cuivres : Charles Imbeau (trompette), Patrick Vetter (saxophones), Mohammed Al-Kabyyr (trombone)
- Cordes : Ensemble Menasen, Marie-Josée Arpin, Florence Malette, Marcelle Malette, Christian Prévost, Christian Clermont, Natalie Racine, Martine Gagné, Annie Gadbois, Sheila Hannigan, Nathalie Bonin. Cordes sous la direction de Philippe Dunnigan et arrangées par René Grignon
- Choristes : Kim Richardson, Stacie Tabb, Maryse Ringuette, Janice Coco Thompson et Gilbert Montagné
- Programmation et claviers additionnels : Jean-Pierre Isaac et René Grignon

### Descriptif
- Production : Toucher Musique
- Année de sortie : 2006
- Réalisation et production musicale : Jean-Pierre Isaac, René Grignon
- Enregistré aux Studios : The Planet (Montréal), Chaos (Montréal), Numuz (Montréal), Dali (Longueuil) et Stylee Robinson (Paris)
- Ingénieur du son : Gyslain Brind'Amour pour Studio The Planet, Jean-Pierre Isaac pour Studio Numuz, René Grignon pour Studio Dali et pour Studio Chaos
- Arrangement des cordes : René Grignon
- Toutes les voix de Gilbert Montagné sont enregistrés au Studio Stylee Robinson par Éric Craki Montagné
- Programmation et claviers additionnels : Jean-Pierre Isaac et René Grignon
- Mixage : Jean-Pierre Isaac, Studio Numuz
- Mastering : Vincent Cardinal, Studio Plasma (Montréal)